# Pseudopileum unum
Pseudopileum unum är en svampart som beskrevs av Canter 1963. Pseudopileum unum ingår i släktet Pseudopileum och familjen Chytridiaceae.   Inga underarter finns listade i Catalogue of Life.